# Le teste scambiate (Thomas Mann)
Le teste scambiate (titolo originale tedesco: Die vertauschten Köpfe. Eine indische Legende) è un racconto di Thomas Mann pubblicato nel 1940.

## Trama
La vicenda si svolge in India in epoca leggendaria. Shridaman e Nanda sono due amici giovani «poco diversi di età e di casta, ma molto differenti per incarnazione». Shridaman, è un mercante di spiccate doti spirituali, con un volto nobile su di un corpo non temprato dall'esercizio fisico; Nanda è invece un fabbro che trascorre anche molto tempo all'aria aperta per accudire del bestiame, ed è forte e bello nel corpo. Shridaman sposa Sita, una fanciulla molto bella e di costumi irreprensibili. Sei mesi dopo il matrimonio, durante un viaggio nel quale Nanda accompagna i due sposi dai genitori di Sita, incinta, Shridaman si ferma vicino a un tempio della dea Kālī e, spinto da fervore religioso, si decapita; lo stesso fa poco dopo Nanda, quando ne scopre il cadavere, per timore che il suicidio dell'amico possa essere attribuito a omicidio da parte sua. Poco più tardi Sita, quando scopre i due cadaveri, pensa che i due si siano uccisi a vicenda con modalità che non riesce a immaginare, ma per un motivo che non riesce più a rimuovere: la reciproca gelosia nei confronti della stessa Sita la quale, peraltro, è consapevole dell'attrazione fisica che su di lei ha esercitato Nanda. La giovane donna tenta di impiccarsi, ma interviene la Divinità («Durgā-Devī, l'Inavvicinabile Kālī, la Tenebrosa, la Madre dell'universo») la quale rivela a Sita che i due giovani si sono sacrificati volontariamente per la Divinità, e che la stessa Divinità permetterà a Sita di ristabilire la situazione precedente. Sita cerca allora di riporre le due teste mozzate sui rispettivi corpi, ma per la fretta e l'emozione scambia le due teste cosicché la testa di Shridaman sarà posta sul corpo atletico di Nanda, e viceversa.
Entrambi gli uomini, la cui identità coincide con la testa, sembrano lieti della loro nuova situazione: Shridaman per avere ora un corpo perfetto, Nanda per avere il corpo di colui che ha fecondato Sita e che dovrebbe quindi continuare ad avere i rapporti coniugali con la giovane donna. Viene interpellato Kamadamana, un asceta, perché stabilisca chi debba essere il marito di Sita, se cioè chi ha ereditato la testa di Shridaman oppure chi ne ha ereditato il corpo; il saggio risponde che deve essere colui che ha ereditato la testa. Nanda, deluso, si ritira e diventa un anacoreta. Col tempo, tuttavia, anche il nuovo corpo di Shridaman, per mancanza di attività fisica, comincia a diventar flaccido («ad assumere caratteri maritali»); Sita comprende che il corpo e la testa si influenzano vicendevolmente, e che la completezza umana non può derivare da un'addizione meccanica di organi.
Sita dà alla luce Samadhi, un bambino molto miope e soprannominato pertanto "Andhaka", ossia «Ciechino». Quando Samadhi-Andhaka ha quattro anni, Sita, approfittando della lontananza di Shridaman in viaggio per affari, decide di recarsi da Nanda per fargli conoscere il bambino, generato dal suo corpo. Sita e Nanda sono travolti dalla passione; «ma la felicità nuziale di questi amanti durò soltanto un giorno e una notte». Infatti Shridaman, che tornato a casa l'ha trovata vuota, si reca anch'egli da Nanda per proporre di risolvere il problema che nasce dalla fedeltà della moglie sia alla sua testa sia suo vecchio corpo. Poiché non è possibile per Sita vivere con entrambi, «perché la poliandria non è ammessa tra esseri superiori», l'unica soluzione dovrà essere il suicidio dei due uomini e la morte rituale della vedova sul rogo acceso dal piccolo Samadhi-Andhaka. Il figlio, benvoluto da tutti, si dedicherà alle sfere spirituali e diventerà, da adulto, lettore del re di Benares.

## Critica

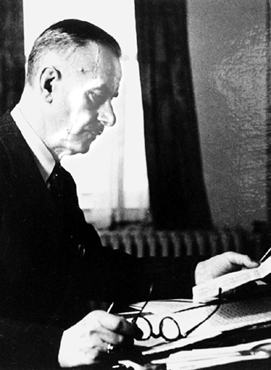
Thomas Mann a Princeton (1939)

Le teste scambiate è stato scritto da Thomas Mann nel 1940 dapprima a Princeton, dove era stato nominato professore universitario, e successivamente in California. Fu pubblicato nell'ottobre del 1940 a Stoccolma dall'editore tedesco Gottfried Bermann-Fischer che era emigrato in Svezia per motivi politici. Thomas Mann, che definì il raccolto «uno scherzo metafisico», trasse il soggetto dal sesto racconto, intitolato "La storia misteriosa della bella fanciulla e dei due amici inseparabili", della Vetālapañcaviṃśatikā, una raccolta indiana di racconti dell'XI secolo scritta in sanscrito  e conosciuta da Mann attraverso l'opera di Heinrich Zimmer. Già Goethe aveva utilizzato in parte questo soggetto in una poesia della trilogia "Paria".
Il soggetto è trattato da Thomas Mann con umorismo e autoironia. Nell'incipit, ad esempio, Mann scrive: «Sarebbe augurabile che gli ascoltatori prendessero esempio dalla fermezza del narratore perché il raccontare una siffatta storia richiede quasi più ardimento che l'udirla». L'autore cambia spesso e repentinamente registro linguistico: mentre il linguaggio adoperato dai tre protagonisti è aulico e fiorito, quello parlato dalla Divinità è colloquiale o utilizza addirittura il dialetto bavarese.

## Edizioni
- Die vertauschten Köpfe. Eine indische Legende, Stockholm: Bermann Fischer Verlag, 1940
- «Le teste scambiate»; traduzione di Ervino Pocar. In Lavinia Mazzucchetti (a cura di), Tutte le opere di Thomas Mann, Vol. IV: Romanzi brevi. Collana  I classici contemporanei stranieri, Milano: A. Mondadori, 1955
- Le teste scambiate; traduzione di Ervino Pocar, Collana Biblioteca Moderna Mondadori n. 625, Milano: A. Mondadori, 1960
- Mario e il mago; Le teste scambiate, Collana Oscar Mondadori n. 74, Milano: Mondadori, 1966
- Romanzi brevi di Thomas Mann; a cura di Roberto Fertonani, Collana I Meridiani, Milano: A. Mondadori, 1984

## Adattamenti
- The transposed heads, opera lirica in sei scene di Peggy Glanville-Hicks (1953)
- La Cravate, cortometraggio di Alejandro Jodorowsky (1957)
- Org, film diretto da Fernando Birri con Terence Hill nel ruolo di protagonista (1979);
- Le teste scambiate opera lirica su libretto di Anna Mila Giubertone e musica di Franco Mannino, Op. 281 (1988)
- Due teste e una ragazza opera lirica in un atto su libretto di Borislav Cicovacki e musica di Isidora Žebeljan (2012)